# No One Dies from Love
«No One Dies from Love» es una canción de la artista sueca Tove Lo, lanzado como sencillo el 3 de mayo de 2022 como adelanto de su quinto disco de estudio, Dirt Femme, lanzado el 14 de octubre de ese año. Es el primer lanzamiento del sello discográfico de Lo, Pretty Swede Records, un sello de Mtheory. La canción fue coescrita por Lo y Ludvig Söderberg, también conocido como A Strut, quien además lo produjo. El vídeo musical se estrenó el mismo día y fue dirigido por el equipo de cineastas brasileños Alaska Filmes.

## Posición en listas
| Listas (2022)                     | Posición más alta |
| --------------------------------- | ----------------- |
| Noruega (VG-lista)                | 36                |
| Nueva Zelanda (Recorded Music NZ) | 36                |
| Suecia (Sverigetopplistan)        | 29                |